# Tijmen van Zessen
Tijmen van Zessen is een Nederlandse veehouder, schrijver en redacteur.
Van Zessen studeerde in 2006 af in de dier- en veehouderij aan de HAS in Den Bosch. In 2005 begon hij met zijn vrouw een melkveebedrijf met 70 roodbonte en zwartbonte koeien bij het Utrechtse dorp Lexmond. De boerderij grenst aan natuurgebied de Zouweboezem en aan de A27. 

## Duurzaamheid
Na het installeren van 840 zonnepanelen werd een opslagbatterij geplaatst, waarmee de overdag gegenereerde overcapaciteit kon worden opgeslagen.   In 2021 werd een accupakket van 40 kWh geplaatst.  Daarmee was de melkrobot van Van Zessen de eerste in Nederland die ook in het donker draait op stroom van eigen zonnepanelen. 
In 2020 deed hij mee aan het project Home Made Eiwit. Daarin wordt met een groep melkveehouders in West Nederland gezocht naar manieren om minder externe stikstof aan te voeren en de uitstoot van stikstof verder te beperken. 
Sinds 2021 verkoopt het bedrijf boerderijzuivel onder de merknaam Zouwe Zuivel. 
In 2023 deed het bedrijf mee met een project Wageningen Livestock Research waarin methaan wordt gemeten in de melkrobot om te trachten de uitstoot van methaan door middel van fokkerij te verlagen. 
Van Zessen wordt geadviseerd door de onafhankelijke plattelandscoach die betaald wordt door de provincie Utrecht.

## Redacteur
Tussen 2003 en 2015 was hij redacteur van CRV. Sindsdien schrijft hij als freelancer voor Boerenbusiness analyses en achtergronden over de zuivelsector- en markt.

## Erkenning
Van Zessen won tweemaal de journalistieke prijs de Gouden Greep. 
'Groeien in rendement' werd in 2013 onderscheiden met de Gouden Greep. De zeven artikelen in het blad Veeteelt beschreven de belangrijkste lessen over groei van melkveebedrijven.  De financiële resultaten wat Nederlandse melkveehouders daarvan kunnen leren om het rendement van investeringen in bedrijfsvergroting te verhogen. De financiële resultaten van groepen succesvolle en minder succesvolle groeiers werden daartoe met elkaar vergeleken. De jury van de Gouden Greep oordeelde dat de serie melkveehouders ondersteunde in hun gesprekken met de accountant. 
Zijn serie artikelen ‘Vegan versus Vee’ in het blad Veeteelt won in 2021 de Gouden Greep. Het juryrapport gaf als oordeel 'In een periode waarin vleesconsumptie onder het vergrootglas ligt en de roep om verkleining van de veestapel steeds luider wordt, een goed gekozen onderwerp voor een blad dat pal staat voor de Nederlandse veehouderij'. 

## Prijzen
- 2020 - Vegan versus vee
- 2013 - Groeien in Rendement